# Galeres (pena)

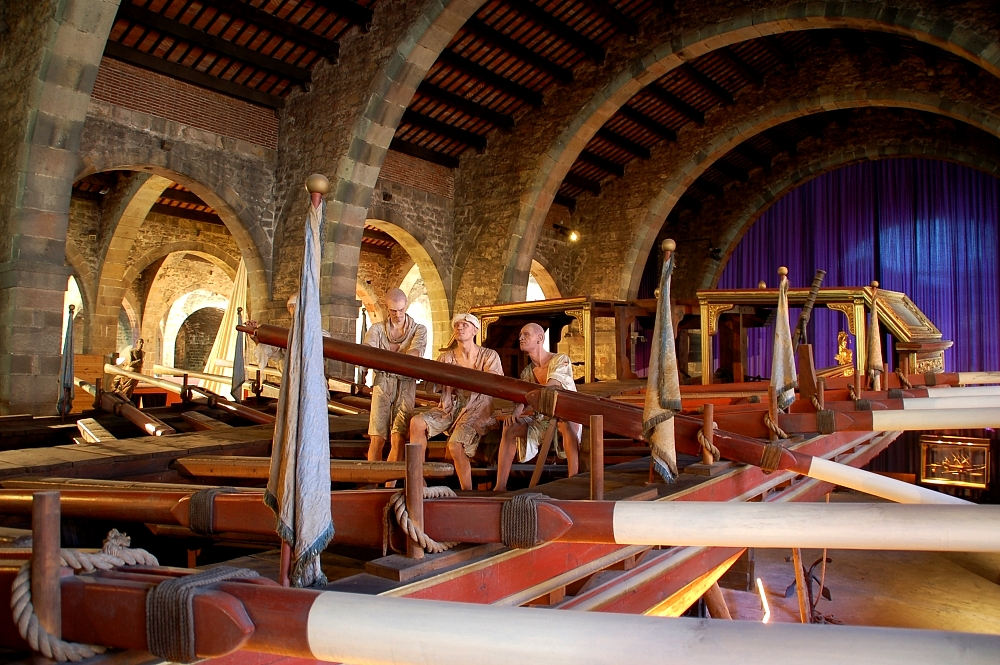
Condemnats a galeres. Recreació en el Museu Marítim de Barcelona.

La pena de galeres era antigament una pena que s'imposava a certs delinqüents i que consistia en remar en les galeres del rei. S'imposava per la comissió de delictes denigrants o per reincidència que no podien fer preveure la rehabilitació del condemnat (segons la teoria de la pena vigent). La legislació de l'època establia que la pena de mort imposada per delictes qualificats, robatoris, bandolerisme en camins o camp, forces i altres delictes semblants a aquests o majors o d'un altre tipus havien de commutar per la de galeres per més o menys temps, no sent menor de dos anys, atenent les circumstàncies dels fets o la condició de la persona, però sempre que els delictes no fossin tan greus que fos imprescindible la imposició de la pena de mort (lleis 1ª, 2ª, 4ª i 6ª, tít. XK, lib XII de la Novísima Recopilación de las Leyes de España).

## La xurma

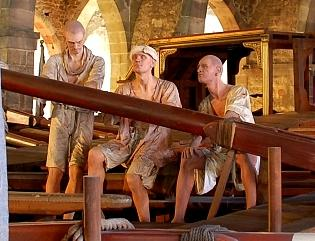
Galiots, Museu Marítim de Barcelona (detall).

Els reus condemnats a les galeres eren denominats galiots i com a norma s'assignaven cinc homes per vogar a cada rem. La gent de rem o xurma estava formada per condemnats per sentència judicial o esclaus turcs i barbarescs, encara que també hi va haver remers voluntaris o bons remers que solien ser galiots que, un cop complerta la seva condemna i incapaços de trobar un altre treball, tornaven a la voga a canvi d'una paga. Als galiots se'ls afaitava el cap perquè fossin identificables en cas de fuga, encara que als musulmans se'ls permetia portar un floc de cabell, ja que segons la seva creença, en morir Déu els assíria del pèl per portar-los al Paradís. La ració diària d'aliments subministrats als galiots consistia en dos plats de sopa de faves o cigrons, mig quintar de bescuit (pa enfornat dues vegades) i uns dos litres d'aigua. Als bons remers se'ls afegia una mica de cansalada i vi. Quan s'havia d'exigir un esforç suplementari en la voga dura per l'estat de la mar o en vigílies de batalla, es donaven racions extra de llegums, oli, vi i aigua.
En una galera corrent la xurma estava formada per uns 250 galiots, als quals se li sumava la gent de cap, dividida al seu torn en gent de mar i gent de guerra. La gent de mar eren marins encarregats de governar la nau i artillers encarregats de manejar les peces de bord, inclosos entre la gent de mar i no de guerra. Aquests últims eren soldats i arcabussers manats per capitans i per nobles i gentilhomes, la missió era el combat. Sumant galiots, marins i infants, una galera allistada podia sobrepassar àmpliament els 350 homes, "acomodats" en vaixells de 300 a 500 tones (encara que segons Plutarc podien arribar a 2.800 en galeres grans).
Una galera solia tenir uns 50 metres d'eslora per 7 de mànega amb una obra morta de tot just 3 metres.Disposaven d'una sola coberta sobre la qual la passarel·la de cossia, construïda sobre calaixos d'un metre d'alçada, comunicava el castell de proa i el de popa. A l'interior d'aquest calaix s'hi estibaven pals, veles i cavalleria. El còmit i els seus agutzils recorrien contínuament la cossia, encarregats de marcar el ritme de moda amb tambors i trompetes i fustigant amb el fuet als galiots. A banda i banda de la cossia hi havia els talessis, cobertes postisses de 3 a 4 metres.

## Supressió de la pena de galeres
Quan es va extingir l'esquadra de galeres, es va ordenar per pragmàtica de 12 de març de 1771 que els reus que haguessin estat condemnats a la pena de galeres fossin destinats als arsenals del Ferrol, Cadis i Cartagena, de manera que la pena de arsenals va venir a substituir la de galeres. Per la Reial cèdula de 16 de febrer de 1785, es va restablir la pena de galeres i un altre com es va ordenar que es destinés al seu servei als presos que ho mereixessin, però per Reial Ordre de 30 de desembre de 1803 es va disposar que ningú fos condemnat a galeres per no trobar-se aquestes en estat de servir.
El reglament provisional de 26 de setembre de 1835, en classificar les penes corporals, cita en l'art. 11 la de galeres, però no per això pot deduir-se que encara llavors estigués en vigor, sinó únicament que l'objecte d'aquest article era enumerar totes les penes corporals ja estiguessin en ús o bé el seu ús hagués decaigut.